# 劉璟 (刑部尚書)
劉璟（1450年—1522年），字德輝，河南開封府鄢陵縣人，明朝政治人物。

## 生平
成化十年（1474年）甲午科河南鄉試舉人，成化十一年（1474年）聯捷乙未科進士。授刑部主事。成化十九年（1483年）升刑部員外郎，成化二十年（1484年）升郎中，充副使，冊封蜀府。成化二十二年（1486年）升松江府知府，任內治理卓有功績。丁父憂服闕，弘治十年（1497年）改山西太原府知府。弘治十二年（1499年）升四川右參政。弘治十八年（1505年）升山東右布政使。正德元年（1506年）升山東左布政使。正德二年（1507年）升都察院右副都御史、巡撫宣府。不久召為刑部右侍郎。正德四年（1509年）升刑部左侍郎，同年升刑部尚書。正德五年（1510年），因平定寧夏，加太子少保，連疏乞休歸鄉。
嘉靖元年（1522年）十一月卒。

## 家族
曾祖劉聚。祖父劉義，贈太子少保刑部尚書。父劉海，封知府，贈太子少保刑部尚書。弟劉珮。子劉訒，嘉靖年間官至刑部尚書。